# Adevăratul sfârșit al războiului
Adevăratul sfârșit al războiului (în poloneză Prawdziwy koniec wielkiej wojny, în traducere „Adevăratul sfârșit al marelui război”) este un film dramatic polonez din 1957 regizat de Jerzy Kawalerowicz, după un scenariu inspirat dintr-o nuvelă omonimă a lui Jerzy Zawieyski. Rolurile principale sunt interpretate de Lucyna Winnicka, Roland Głowacki⁠(d) și Andrzej Szalawski⁠(d).

## Rezumat
Róża, o femeie tânără și frumoasă, se căsătorește cu un arhitect tânăr și de viitor, Juliusz Zborski. Ei duc împreună o viață fericită în primele luni de mariaj, dar apoi începe al Doilea Război Mondial și Juliusz este deportat la scurt timp într-un lagăr de concentrare german. Trec luni și ani, iar Róża își pierde treptat orice speranță că soțul ei s-ar mai putea întoarce și este convinsă că el a murit în lagăr. Ea începe o relație de dragoste cu profesorul Stęgien, șeful ei, și încearcă să-și refacă viața, dar într-o zi, pe neașteptate, Juliusz se întoarce ca o epavă a bărbatului de odinioară, infirm fizic, chinuit de amintirile din lagăr și incapabil să mai ducă o viață normală.
Relația Różei cu Stęgień intră într-un impas, iar amândoi nu știu ce să facă, dar înțeleg că nu trebuie să-i facă vreun rău lui Zborski. Róża nu vrea să-l rănească pe Juliusz și, mai întâi din datorie și apoi din milă, începe să aibă grijă de el, dar sentimentele ei se transformă treptat într-un soi de repulsie. Viața soților Zborski devine foarte dificilă din cauza traumatismelor profunde suferite de fostul prizonier. La rândul său, Juliusz nu intenționează să devină un obiect al milei. El observă dilema soției sale și își dă seama că, prin întoarcerea sa, i-a răpit șansa la o viață normală. Înțelegând că viața sa a devenit o povară atât pentru sine, cât și pentru ceilalți, alege singura soluție demnă pe care o întrevede: sinuciderea.

## Distribuție
- Lucyna Winnicka — Róża Zborska
- Janina Sokołowska — menajera Józia
- Roland Głowacki⁠(d) — Juliusz Zborski, tânăr arhitect, soțul Różei
- Andrzej Szalawski⁠(d) — profesorul Stęgień
- Olga Bielska⁠(d) — Irene
- Helena Dąbrowska⁠(d) — florăreasa
- Janina Jabłonowska⁠(d) — soția psihiatrului
- Edward Gliński — portarul Szymek
- Kazimierz Dębowski — psihiatrul Ludwik
- Zdzisław Leśniak⁠(d) — bărbatul care conduce alaiul de nuntă de pe stradă
- Gustaw Lutkiewicz⁠(d) — Henryk Thiel, directorul bibliotecii
- Maciej Maciejewski⁠(d) — directorul întreprinderii de construcții
- Tadeusz Minc⁠(d) — Wacław, soțul Irenei
- Mariusz Gorczyński⁠(d) — invitat la petrecere (nemenționat)
- Eugeniusz Kamiński⁠(d) — militar din trupele SS (nemenționat)
- Andrzej Kopiczyński (nemenționat)
- Czesław Piaskowski⁠(d) — agent al Gestapo-ului (nemenționat)
- Leonard Pietraszak⁠(d) — invitat la petrecere (nemenționat)
- Ryszard Ronczewski⁠(d) — prizonier din lagăr (nemenționat)
- Hanna Stankówna⁠(d) — fată de pe stradă (nemenționată)
- Maria Wachowiak⁠(d) — invitată la petrecere (nemenționată)
- Lech Wojciechowski⁠(d) (nemenționat)

## Producție
Scenariul filmului, scris de romancierul și dramaturgul Jerzy Zawieyski în colaborare cu cineastul Jerzy Kawalerowicz, a fost inspirat din nuvela „Prawdziwy koniec wielkiej wojny” (în traducere „Adevăratul sfârșit al marelui război”) a lui Zawieyski. Eroii nuvelei lui Zawieyski sunt supraviețuitori ai celui de-al Doilea Război Mondial, care continuă să fie bântuiți de efectele lui chiar și la mai mulți ani după încheierea conflagrației. Războiul recent încheiat le-a deformat conștiințele și le-a rănit psihicul, făcându-i incapabili să ducă o viață normală.
Filmul a fost produs de compania Zespół Filmowy Kadr și a fost regizat de Kawalerowicz. Kawalerowicz preia aici o temă care va fi abordată frecvent în filmele poloneze ulterioare: cicatricile psihologice și emoționale persistente provocate de război, un fel de greutate a trecutului care împiedică crearea oricărui fel de viitor. Filmările s-au desfășurat în anul 1957 în mai multe locuri din orașul Varșovia, printre care ul. Świętokrzyska⁠(d) și parcul Łazienki din districtul central Warszawa-Śródmieście. Director de imagine al filmului a fost Jerzy Lipman, iar muzica a fost compusă de Adam Walaciński⁠(d). Filmările au fost realizate pe o peliculă alb-negru cu lungime de 2448 de metri; durata filmului este de 85 de minute.

## Lansare
Filmul a fost vizionat în premieră în august 1957 la Festivalul Internațional de Film de la Veneția (Italia) și a fost lansat abia pe 10 octombrie 1957 la cinematografele din Polonia. Subiectul său de mare actualitate în acea vreme a determinat difuzarea sa și în alte țări, precum România (21 iulie 1958), Ungaria (27 noiembrie 1958), Argentina (10 decembrie 1958), Uniunea Sovietică (17 aprilie 1959), Suedia (10 octombrie 1960), Japonia (28 august 1965) și Franța (10 februarie 1988).
Premiera filmului în România a avut loc în ziua de 21 iulie 1958, într-un spectacol de gală organizat la cinematograful „Patria” din București „cu prilejul celei de-a 14-a aniversări a eliberării Poloniei⁠(d)”. Au asistat la această premieră regizorul Jerzy Kawalerowicz și interpreta principală Lucyna Winnicka, care au fost prezentați publicului de actorul Lazăr Vrabie, director adjunct al Teatrului Municipal, precum și reprezentanți ai autorităților publice: Alexandru Buican și Octav Livezeanu, vicepreședinți ai Institutului Romîn pentru Relațiile Culturale cu Străinătatea, George Macovescu, directorul general al Direcției Generale a Cinematografiei, Janusz Zambrowicz⁠(d), ambasadorul R. P. Polone la București, alți membri ai ambasadei, oameni de artă și cultură și un public numeros. Corespondentul Agerpres consemna cu acel prilej că „publicul a primit cu căldură această deosebită realizare a cinematografiei poloneze”. Filmul a rulat ulterior la unele cinematografe bucureștene precum „Magheru”, „Elena Pavel” (sală și grădină), „Grădina 13 Septembrie” (iulie 1958), „Libertății” (sală și grădină, august 1958), „Tineretului” (august 1958), „Central” (aprilie 1971) și „Cinemateca” (sala Union, decembrie 1971).

## Recepție critică
Criticul literar român Ov. S. Crohmălniceanu scria într-un articol publicat în iulie 1963 în revista Cinema că Adevăratul sfârșit al războiului este „poate că cel mai echilibrat film al lui Kawalerowicz” și unul dintre cele trei filme, alături de Trenul de noapte (1959) și Maica Ioana a Îngerilor (1961), prin care cineastul polonez „și-a atins maturitatea creatoare”. Filmul surprinde, în opinia criticului, prin „irupția neobișnuitului în viața de toate zilele”, prin „preocupările picturale de atmosferă” și prin „alura narativă fragmentară”, care corespund stării psihice a supraviețuitorului lagărelor naziste, marcate prin amnezii, goluri mari în conștiință și obsesii. Are loc adesea o trecere de la planul subiectiv al supraviețuitorului la planul obiectiv, ceea ce face ca gesturile tânărului arhitect să fie neînțelese și creează un efect tragic. Cu toate că Adevăratul sfârșit al războiului nu are, potrivit lui Crohmălniceanu, „strălucirea Maicii Ioana, dar nici cusururile” acelui film, el se remarcă prin mesajul său clar și răscolitor.